# Pete Sandoval
Pete Sandoval é um dos mais famosos bateristas de death metal. Nascido em Santa Ana, El Salvador, é conhecido por todo o mundo como o maior representante do metal extremo em termos de bateria.

## História
Sua primeira aparição importante como baterista foi para a banda de grindcore Terrorizer, formada em meados de 1980, onde começou a demonstrar o seu talento. Fortemente influenciado pelo grindcore que o cercava, Sandoval rapidamente desenvolveu suas habilidades como baterista, com pouco treinamento formal ou educação musical. Em 1988, Sandoval foi convidado para se juntar a banda de death metal Morbid Angel. Ao mesmo tempo, a formação original do Terrorizer foi dissolvida após a partida de Sandoval e o guitarrista dessa banda, Jesse Pintado, posteriormente se juntou ao Napalm Death.
Alguns citam Sandoval como o baterista responsável pela introdução do blast beats (isto é, dois padrões de nota alternando bumbo e caixa, e chimbal montando a base, com rapidez e precisão). Esta variação, musicalmente falando, já existia, mas o uso ininterrupto e com alta velocidade foi característica inicial de Pete, principalmente enquanto baterista do Morbid Angel, caracterizando a própria banda.
Sandoval é também um dos primeiros bateristas de metal extremo. Por suas habilidades na bateria, é conhecido também como "Pete the Feet" e "Commando". Curiosamente, Sandoval nunca tinha usado dois bumbos antes de ingressar no Morbid Angel. Teve que praticar com frequência a fim de obter a velocidade nos dois bumbos, e assim gravou o Altars of Madness apenas após alguns meses tocando com o Morbid Angel. De acordo com o guitarrista do Morbid Angel, Trey Azagthoth, a banda ocasionalmente encontrava Sandoval desmaiado no chão em uma poça de suor após os treinos.  Depois de ser despertado, dizia: "hora de voltar ao trabalho!" Depois de dominar o uso do bumbo duplo no Morbid Angel, Sandoval também aplicou a técnica no Terrorizer, no álbum World Downfall quando a banda se reuniu especialmente para gravá-lo.
Segundo Azagthoth, os amigos de banda uma vez brincaram com Pete, fazendo-lhe ouvir um tambor de uma máquina automatizada que eles alegaram ser de um baterista real e que poderia tocar mais rápido do que ele. Sandoval acreditou neles, e foi praticando até finalmente conseguir tocar mais rápido do que o tambor da máquina, para o espanto de seus colegas que pensaram ser impossível.
Em entrevista concedida no ano de 2000, Pete afirmou que Dave Lombardo (baterista do Slayer) foi sua influência número um em termos de bateria. Mesma entrevista na qual Pete declarou que apoiava a legalização da maconha.
Aos 47 anos, o baterista que influenciou milhares de bateristas ao redor do mundo, não pôde participar do novo disco do Morbid Angel devido a uma cirurgia  nas costas que fora submetido em 2010. Mas já está se recuperando e voltando as atividades atualmente.
Em 2011, Sandoval anunciou um novo álbum de sua primeira banda, Terrorizer, chamado Hordes of Zombies, lançado em fevereiro de 2012. Após o lançamento ele saiu em turnê com a banda durante o ano.

## Discografia

### com Morbid Angel
- 1989 - Altars of Madness
- 1991 - Blessed are the Sick
- 1993 - Covenant
- 1995 - Domination
- 1996 - Entangled in Chaos
- 1998 - Formulas Fatal to the Flesh
- 2000 - Gateways to Annihilation
- 2003 - Heretic

### com Terrorizer
- 1989 - World Downfall
- 2006 - Darker Days Ahead
- 2012 - Hordes of Zombies